# 金克爾
金克爾是遊戲系列薩爾達傳說的角色之一。
金克爾的首次登場是在任天堂64上的《薩爾達傳說 魔吉拉的面具》。他在《魔吉拉的面具》中負責售賣各地區的地圖給林克，在系列中的《神祕果實》、《風之律動》、《黃昏公主》和《夢幻沙漏》等遊戲中都有出場，他還有以自己作題材的遊戲《金克爾盧比樂園》。

## 特徵
三十五歲的他經常穿著一套綠色的衣服。他覺得自己是妖精的轉生。他經常售賣地圖。且用氣球把自己吊起方便移動，把他擊落的方式只有在空中用箭射擊氣球等。他經常幻想自己可以像住在森林中的人一樣 可以有一隻精靈在身旁。